# Lytschkowe
Lytschkowe (ukrainisch Личкове; russisch Лычково Lytschkowo) ist ein Dorf im Norden der ukrainischen Oblast Dnipropetrowsk mit etwa 2800 Einwohnern.

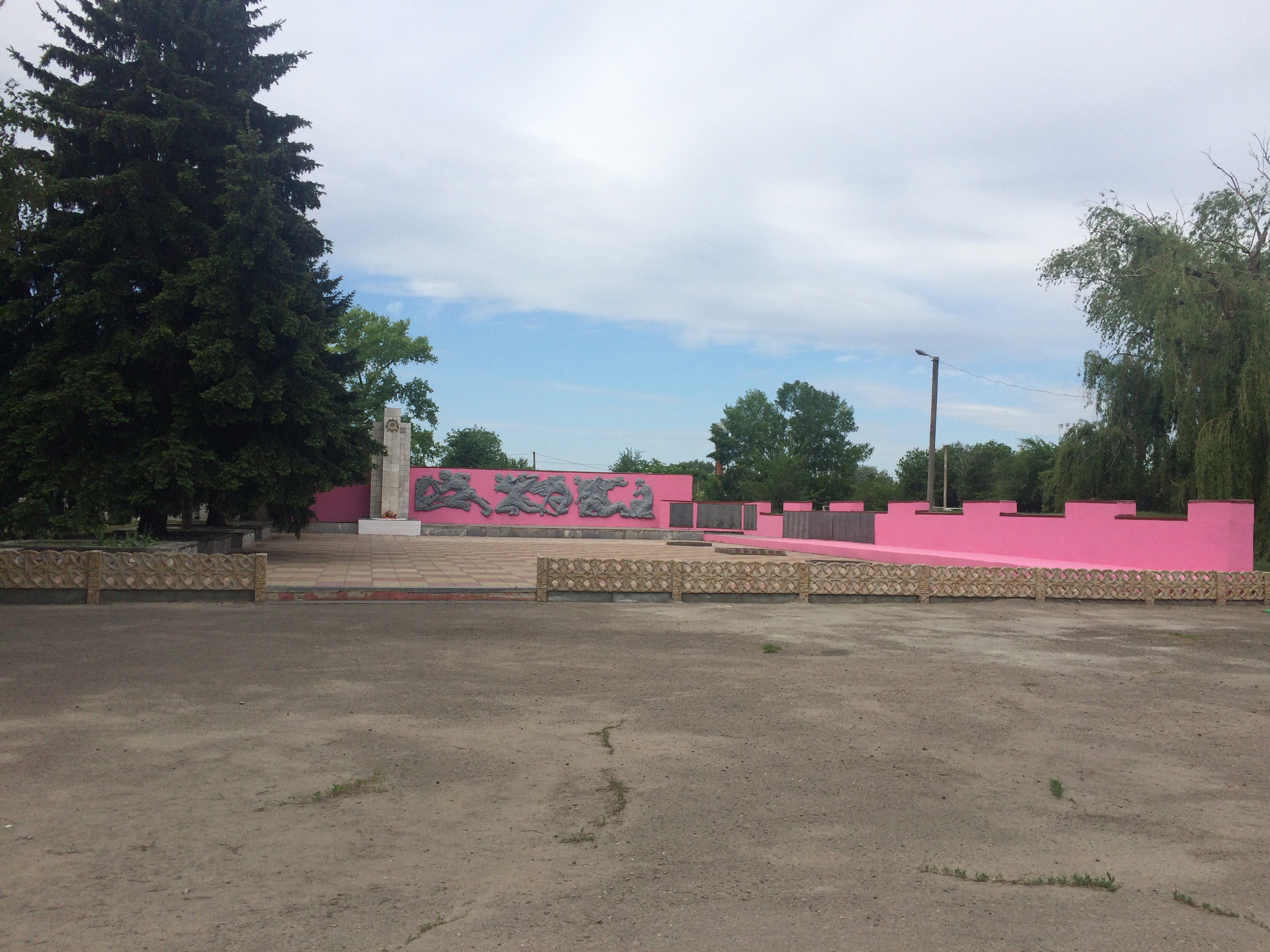
Denkmal im Ort

Das Dorf wurde in der zweiten Hälfte des 17. Jahrhunderts gegründet und liegt am Südufer des Flusses Oril und dem Dnepr-Donbas-Kanal sowie der Territorialstraße T-0412, 50 Kilometer nördlich der Rajonshauptstadt Nowomoskowsk und 70 Kilometer nördlich der Oblasthauptstadt Dnipro, die ehemalige Rajonshauptstadt Mahdalyniwka befindet sich 28 Kilometer südwestlich.

## Verwaltungsgliederung
Am 27. Oktober 2017 wurde das Dorf zum Zentrum der neugegründeten Landgemeinde Lytschkowe (Личківська сільська громада/Lytschkiwska silska hromada). Zu dieser zählen auch die 6 in der untenstehenden Tabelle aufgelisteten Dörfer sowie die Ansiedlung Pryorilske, bis dahin bildete es zusammen mit dem Dorf Welykokosyrschtschyna die gleichnamige Landratsgemeinde Lytschkowe (Личківська сільська рада/Lytschkiwska silska rada) im Nordosten des Rajons Mahdalyniwka.
Am 17. Juli 2020 kam es im Zuge einer großen Rajonsreform zum Anschluss des Rajonsgebietes an den Rajon Nowomoskowsk.
Folgende Orte sind neben dem Hauptort Lytschkowe Teil der Gemeinde:
| Name                     | Name            | Name                                    |
| ukrainisch transkribiert | ukrainisch      | russisch                                |
| ------------------------ | --------------- | --------------------------------------- |
| Busiwka                  | Бузівка         | Бузовка (Busowka)                       |
| Hawryschiwka             | Гавришівка      | Гавришовка (Gawrischowka)               |
| Jossypiwka               | Йосипівка       | Йосиповка (Jossipowka)                  |
| Kowpakiwka               | Ковпаківка      | Колпаковка (Kolpakowka)                 |
| Pryorilske               | Приорільське    | Приорельское (Priorelskoje)             |
| Sorjane                  | Зоряне          | Звёздное (Swjosdnoje)                   |
| Welykokosyrschtschyna    | Великокозирщина | Великокозырщина (Welikokosyrschtschina) |